# Даня Рамирес
Даня Рамирес (на английски: Dania Ramirez) е американска актриса от доминикански произход. Известна е с ролите си на Мая Ерера в „Герои“, Алекс в „Антураж“ и Бланка в „Семейство Сопрано“. От 2013 г. играе Роузи Фалта в сериала „Подли камериерки“.

## Ранен живот
Рамирес е родена на 8 ноември 1979 г. в Санто Доминго, Доминиканска република. В ранна възраст решава да бъде актриса. Още като дете участва в теленовели за семейството си. По-късно е открита от разузнавач по моделиране, докато работи в магазин на възраст от 15 г. и взима малка роля в реклама. След това решава да се занимава сериозно с актьорство и учи в Actor's Workshop в Ню Йорк Сити.
Завършва Montclair State University през 2001 г., когато талантът ѝ да играе волейбол я отведа в първите пет. След това се мести в Лос Анджелис за да следва актьорската си кариера.

## Личен живот
Омъжена е за режисьора Бев Ленд. Двойката има близнаци – син Джон и дъщеря Гая.

## Филмография

### Филми
| Година | Заглавие              | Роля               |
| ------ | --------------------- | ------------------ |
| 2002   | 25th Hour             | Дафни              |
| 2004   | Little Black Boot     | Laurie Rodriguez   |
| 2004   | The Ecology Of Love   | Алила              |
| 2004   | Cross Bronx           | Миа                |
| 2004   | She Hate Me           | Alex Guerrero      |
| 2004   | Fat Albert            | Лаури              |
| 2006   | X-Men: The Last Stand | Калисто            |
| 2007   | Illegal Tender        | Ана                |
| 2008   | Ball Don't Lie        | Кармен             |
| 2008   | The Fifth Commandment | Angel              |
| 2008   | Quarantine            | Sadie              |
| 2010   | Brooklyn to Manhattan | Джесика            |
| 2012   | American Reunion      | Селена             |
| 2012   | Premium Rush          | Ванеса             |
| 2015   | Mojave                | Detective Beaumont |
| 2017   | Once Upon A Time      | Jacinda            |

### Телевизия
| Година      | Заглавие                           | Роля            | Участие                    |
| ----------- | ---------------------------------- | --------------- | -------------------------- |
| 2003        | Buffy the Vampire Slayer           | Caridad         | 3 епизода                  |
| 2003        | Run of the House                   | Люси            | Епизод: The Party          |
| 2004        | 10 – 8: Officers on Duty           | Инез            | Епизод: Gypsy Road         |
| 2005        | Romy and Michele: In the Beginning | Елена           | Филм                       |
| 2006 – 2007 | The Sopranos                       | Blanca Selgado  | 5 епизода                  |
| 2007        | Fort Pit                           | Angela Nardwick | Филм                       |
| 2007 – 2008 | Heroes                             | Maya Herrera    | Редовни серии (15 епизода) |
| 2009        | Solving Charlie                    | Veronica King   | Филм                       |
| 2010        | Entourage                          | Алекс           | 10 епизода в сезон 7       |
| 2013 – 2016 | Devious Maids                      | Роузи Фалта     | Главна роля                |